# Pyongan
 (mai 2023).
Si vous disposez d'ouvrages ou d'articles de référence ou si vous connaissez des sites web de qualité traitant du thème abordé ici, merci de compléter l'article en donnant les références utiles à sa vérifiabilité et en les liant à la section « Notes et références ».

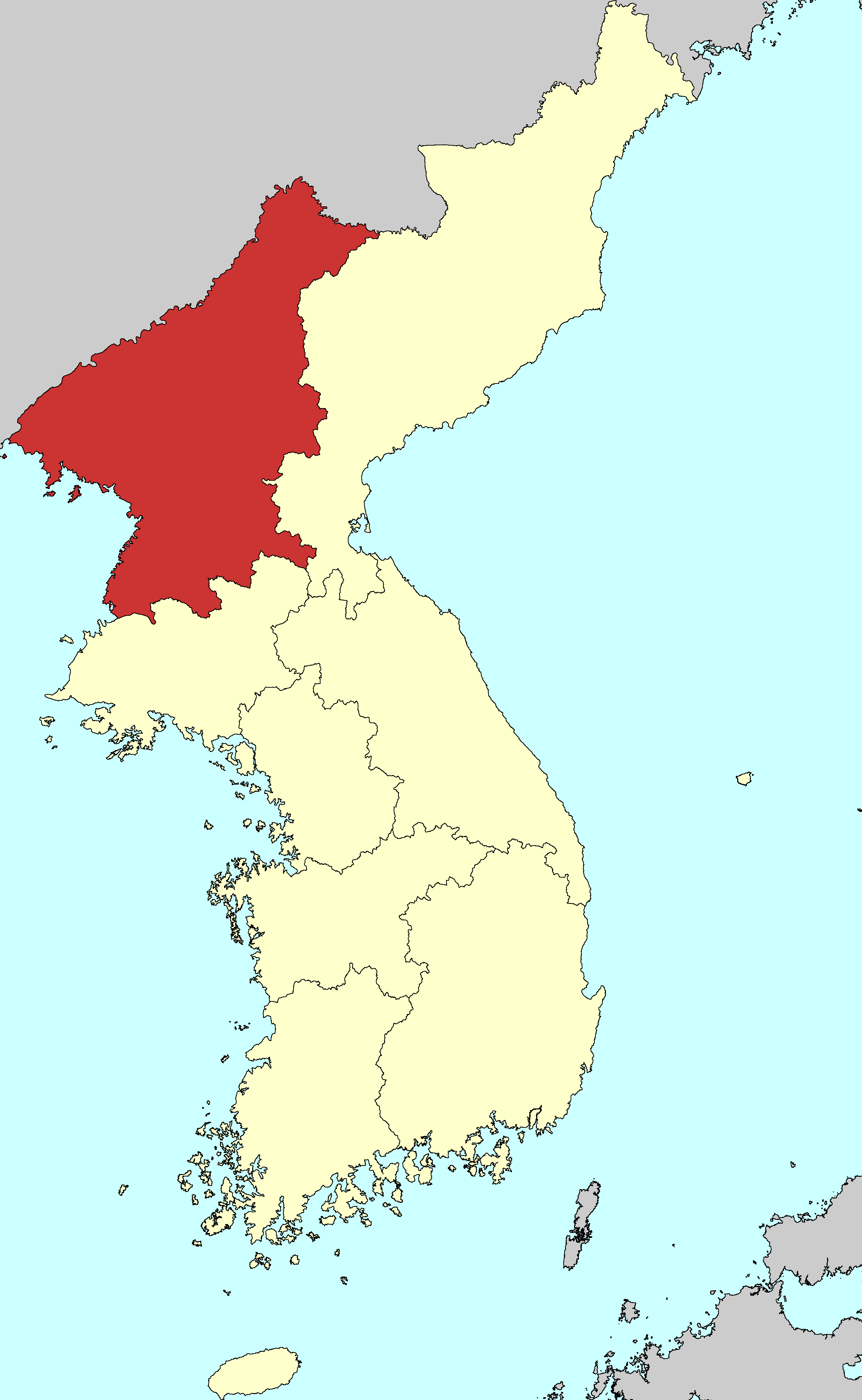
Cartes des 8 provinces de Corée.

La province de Pyongan ou Pianchin est l'une des huit provinces de Corée au cours de la période Joseon. Elle était située dans le nord-ouest de la péninsule et sa capitale provinciale était la ville de Pyongyang.

## Histoire
La province du P'yŏngan a été créée en 1413. Son nom est dérivé de ceux de ses principales villes, Pyongyang (평양; 平壤) et Anju (안주; 安 州).
En 1895, la province est boulversée par des changements politiques et devient les districts de Kanggye (Kanggye-bu; 강계부;江界府) dans le nord-est, Uiju (Uiju-bu; 의주부;义州府) dans le nord-ouest, et Pyongyang (Pyongyang-bu; 평양부;平壤府) dans le sud.
En 1896, les districts de Kanggye et Uiju ont été regroupés pour constituer la province de Pyongan du Nord, et le district de Pyongyang a été renommé en province de Pyongan du Sud. Ces deux provinces font aujourd'hui partie de la Corée du Nord.

## Géographie
Pyongan était délimité à l'est par le Hamgyong, au sud par le Hwanghae, à l'ouest par la mer Jaune, et au nord par la Chine.
Le nom régional de la province était Kwansŏ.